# Суд над чикагской семёркой
«Суд над чикагской семёркой» (англ. The Trial of the Chicago 7) — американская судебная драма 2020 года, режиссёром и сценаристом которой является Аарон Соркин. Фильм рассказывает о деле «Чикагской семёрки», группе протестующих против войны во Вьетнаме, обвинённых в заговоре о пересечении границ штата с целью подстрекательства к беспорядкам на съезде Демократической партии 1968 года в Чикаго. В фильме снимались Саша Барон Коэн, Эдди Редмэйн, Яхья Абдул-Матин II, Джереми Стронг, Марк Райланс, Джозеф Гордон-Левитт, Келвин Харрисон-младший, Фрэнк Лангелла и Майкл Китон.
Первоначально Соркин написал сценарий в 2007 году для Стивена Спилберга, который собирался снять фильм в основном с малоизвестными актёрами. После того, как забастовка Гильдии писателей Америки 2007 года и озабоченность по поводу бюджета вынудили Спилберга уйти с поста режиссёра, Соркин был объявлен режиссёром в октябре 2018 года, и в том же месяце к нему присоединилась бо́льшая часть актёров. Съёмки фильма проходили осенью 2019 года в Чикаго и Нью-Джерси.
Первоначально Paramount Pictures планировала выпустить фильм в кинотеатрах, однако из-за пандемии COVID-19 права на фильм были проданы Netflix. 25 сентября 2020 года «Суд над чикагской семёркой» вышел в США в ограниченный прокат, а с 16 октября 2020 года стал доступен на Netflix.
Фильм получил положительные отзывы критиков, которые высоко оценили актёрскую игру, сценарий и современные параллели с 1960-ми годами. На 93-й церемонии вручения премии «Оскар» «Суд над чикагской семёркой» получил 6 номинаций, в том числе «Лучший фильм» и «Лучший актёр второго плана» (Барон Коэн). Фильм также удостоился пяти номинаций на 78-й церемонии вручения премии «Золотой глобус» (выиграв в категории «Лучший сценарий»), трёх на 27-й церемонии вручения премии Гильдии киноактёров США (победа в категории «Лучший актёрский состав в игровом кино») и трёх на 74-й церемонии вручения премии «BAFTA».

## Сюжет
В августе 1968 года Эбби Хоффман, Джерри Рубин, Том Хейден, Ренни Дэйвис, Дэвид Деллинджер, Ли Вайнер, Джон Фройнс и Бобби Сил готовятся к протестам во время национального съезда Демократической партии США, проходящем в Чикаго, штат Иллинойс. Пять месяцев спустя все восемь из них обвинены в попытке спровоцировать беспорядки. Генеральный прокурор Джон Н. Митчелл назначает Тома Форана и Ричарда Шульца гособвинителями, в то время как всех ответчиков, за исключением Сила, защищают адвокаты Уильям Кунстлер и Леонард Вайнгласс.
Судья Джулиус Хоффман демонстрирует значительное предубеждение по отношению к обвиняемым. Адвокат Сила Чарльз Гэрри не может присутствовать на заседаниях по болезни, и поэтому судья Хоффман требует, чтобы Кунстлер представлял интересы всех восьми подсудимых. От этого предложения отказывается как Кунстлер, так и Сил. Сил тайком перешептывается с Фрэдом Хэмптоном, и судья Хоффман считает их разговор оказанием юридической помощи. Эбби Хоффман открыто выступает против суда. Судья Хоффман отстраняет двух присяжных, подозреваемых в симпатиях к подсудимым, в связи с сообщениями об угрозах со стороны Чёрных Пантер в адрес их родственников. Он также неоднократно обвиняет ответчиков и их адвокатов в неуважении к суду.
Многочисленные местные полицейские под прикрытием и агенты ФБР дают показания. Во время съезда демократов Хейден замечает, что двое полицейских следят за Дэвисом и пытается спустить шины их автомобиля, но его ловят и сажают под арест. Эбби и другие отправляются протестовать к полицейскому участку, где держат Хайдена, но разворачиваются, увидев снаружи отряд вооружённых полицейских. После возвращения в парк толпа обнаруживает, что полиция взяла под контроль холм и требует от собравшихся разойтись. Протестующие наступают на полицейских в попытке захватить холм. Кунстлер отмечает, что никто из подсудимых не участвовал в этих столкновениях.
Через несколько дней ответчики узнают, что Фред Хэмптон был застрелен во время полицейского рейда. В отместку Силу, продолжающему отстаивать свои конституционные права, судья Хоффман даёт сигнал приставам, которые отводят его в другую комнату, избивают и возвращают в зал заседаний с кляпом и закованным в цепях. Обвинение и защита резко возражают против поступка судьи, и в итоге судья Хоффман объявляет дело Сила аннулированным.
Защита приглашает дать показания Рэмси Кларка, который во время беспорядков являлся генеральным прокурором США. Судья Хоффман отказывается заслушивать эти показания в присутствии присяжных, поскольку Кларк отказался от возбуждения уголовного дела после беспорядков из-за неоспоримых доказательств того, что их спровоцировали не протестующие, а департамент полиции Чикаго. Деллинджер в ярости ударяет пристава и попадает под арест.
Кунстлер получает обличительную запись с выступлением Хейдена на митинге и готовит его к перекрестному допросу. В ночь бунта Дэвис пытался успокоить офицеров, пытавшихся арестовать несовершеннолетнего, который карабкался на флагшток. После того, как полиция разбила Дэвису голову, разъярённый Хейден воскликнул: «Если прольётся кровь, то пусть она зальёт весь город!». В конце концов подсудимые были загнаны в угол полицейскими, которые сняли с себя именные значки и продолжили нападать на них. Эбби утверждает, что слова Хейдена были вырваны из контекста и заявляет, что первоначально призыв должен прозвучать как: «Если прольётся наша кровь…»; Хейден просит его дать показания.
В своих показаниях Эбби подтверждает, что слова Хейдена были неверно истолкованы, и заявляет о своём презрении к правительству США. В конце заседания, несмотря на возражения судьи Хоффмана, Хейден использует последнее слово, чтобы перечислить имена 4 752 солдат, которые были убиты во время войны во Вьетнаме за время процесса над чикагской семёркой. Этот поступок побуждает многих в суде встать и устроить овации. В заключительных титрах описывается дальнейшая судьба всех основных участников процесса.

## Актёрский состав

### Чикагская семёрка
- Эдди Редмэйн — Том Хейден, лидер и бывший президент движения Студенты за демократическое общество[англ.] (СДО)
- Саша Барон Коэн — Эбби Хоффман, один из основателей Молодёжной международной партии (йиппи)
- Алекс Шарп — Ренни Дэйвис[англ.], один из лидеров СДО и друг Хейдена.
- Джон Кэрролл Линч — Дэвид Деллинджер, лидер Национального мобилизационного комитета по прекращению войны во Вьетнаме[англ.]
- Джереми Стронг — Джерри Рубин, один из основателей Молодёжной международной партии (йиппи)
- Ной Роббинс[англ.] — Ли Вайнер[англ.], член Национального мобилизационного комитета по прекращению войны во Вьетнаме.
- Дэниел Флаэрти[англ.] — Джон Фройнс[англ.]

### Остальные роли
- Яхья Абдул-Матин II — Бобби Сил, председатель партии «Чёрные Пантеры» и восьмой обвиняемый
- Марк Райлэнс — Уильям Кунстлер[англ.], адвокат защиты, соучредитель Центра конституционных прав[англ.], член правления Американского союза защиты гражданских свобод, активный член Национальной гильдии адвокатов[англ.].
- Джозеф Гордон-Левитт — Ричард Шульц, заместитель федерального прокурора, главный гособвинитель
- Бен Шенкман — Леонард Вайнгласс[англ.], адвокат защиты
- Дж. С. Маккензи[англ.] — Том Форан[англ.], федеральный прокурор
- Фрэнк Ланджелла — судья Джулиус Хоффман[англ.]
- Келвин Харрисон-младший[англ.] — Фрэд Хэмптон, председатель иллинойсской ячейки «Чёрных Пантер»
- Майкл Китон — Рэмси Кларк, генеральный прокурор США во время беспорядков
- Джон Доман — Джон Н. Митчелл, генеральный прокурор США во время суда
- Уэйн Дюваль — Пол Делука, следователь полиции Чикаго, наблюдавший за Дэвисом во время протестов
- Кейтлин Фицджеральд — Дафна О’Коннор, агент ФБР, приставленная к Рубину
- Макс Адлер и Си Джей Уилсон — офицер Стэн Вожоховски и сержант Скотт Скибелли, полицейские под прикрытием
- Дамиан Янг — Говард Акерман, специальный советник Митчелла
- Элис Кремелберг — Бернардин, секретарша в офисе ответчиков
- Алан Метоски — Аллен Гинзберг

## Производство
В 2007 году сценарист Аарон Соркин написал сценарий под названием «Суд над Чикаго 7», основанный на судебном процессе по делу о заговоре так называемой «Чикагской семёрки». В интервью Vanity Fair в июле 2020 года Соркин заявил, что впервые узнал о запланированном фильме во время визита в дом Стивена Спилберга, заявив, что Спилберг «сказал мне, что хочет снять фильм о беспорядках на съезде Демократической партии 1968 года и последовавшем за этим судебном процессе». Он также отрицал, что знал, в какой роли Спилберг хочет его видеть, заявив: «Я ушёл, не зная, о чём он, чёрт возьми, говорит».
Продюсеры Стивен Спилберг, Уолтер Ф. Паркс и Лори Макдональд совместно работали над сценарием Соркина, а Спилберг намеревался поставить фильм. Саша Барон Коэн изначально был выбран на роль Эбби Хоффмана, в то время как Спилберг предлагал Уиллу Смиту роль Бобби Сила и планировал встретиться с Хитом Леджером по поводу роли Тома Хейдена. Забастовка Гильдии писателей Америки, которая началась в ноябре 2007 года и длилась 100 дней отложила съёмки, и проект был приостановлен. Позже Соркин продолжил переписывать сценарий для Спилберга, и режиссёр намеревался использовать в основном неизвестных актёров, чтобы сократить бюджет. По слухам, Пол Гринграсс и Бен Стиллер заменили Спилберга на посту режиссёра, но проект не продвинулся.
В июле 2020 года Vanity Fair сообщила, что Спилберг решил воскресить «Суд над чикагской семёркой» «полтора года назад». В октябре 2018 года Соркин был объявлен режиссёром. В декабре 2018 года съёмки были приостановлены из-за проблем с бюджетом. Paramount Pictures в конечном итоге получила права на распространение. Из-за проблем, вызванных пандемией COVID-19, Paramount решила не показывать фильм в кинотеатрах и вместо этого приняла предложение продать права на распространение Netflix за 56 миллионов долларов.

## Кастинг
В октябре 2018 года к актёрскому составу присоединились Барон Коэн и Эдди Редмэйн. В ноябре 2018 года к актёрскому составу присоединился Джонатан Мэйджорс. В феврале 2019 года к актёрскому составу присоединились Сет Роген, Джозеф Гордон-Левитт и Алекс Шарп. Майкл Китон также рассматривался на роль. В августе к актёрскому составу добавились Фрэнк Ланджелла и Марк Райланс. В сентябре Джереми Стронг, заменил Рогена. В октябре Яхья Абдул-Матин II присоединился к актёрскому составу, чтобы заменить Мэйджорса, с Кельвином Харрисоном младшим, Китоном, Уильямом Хёртом, Джей Си Маккензи, Томасом Миддледичем, Максом Адлером и Беном Шенкманом.

## Съёмки
Основное производство должно было начаться в сентябре 2019 года, но началось в октябре между Чикаго и Нью-Джерси. Съёмки в округе Моррис, штат Нью-Джерси, проходили в Хеннесси-холле, известном как «Особняк», в Кампусе Флорхэм Университета Фэрли Дикинсон и Хайленд-холле (расположенном в Хендерсон-холле), Грант-парке в Чикаго и в Санта-Мария в колледже Святой Елизаветы.

## Выпуск
Первоначально Paramount Pictures планировала, что фильм будет выпущен ограниченным тиражом 25 сентября 2020 года, а затем выйдет в широкий прокат 16 октября 2020 года. 20 июня 2020 года из-за закрытия кинотеатров из-за пандемии COVID-19 стало известно, что Netflix ведёт переговоры о приобретении прав на фильм. 1 июля 2020 года они официально закрыли сделку на 56 миллионов долларов на распространение фильма с намерением выпустить его до дня выборов в ноябре. Релиз состоялся 16 октября 2020 года.

## Награды и номинации
| Награда                                     | Дата вручения   | Категория                                        | Номинанты и получатели | Результат    | П.     |
| ------------------------------------------- | --------------- | ------------------------------------------------ | --- | ------------ | ------ |
| Премия IGN                                  | 21 декабря 2020 | Лучший фильм 2020 года                           | «Суд над чикагской семёркой» | Номинация    | [ 33 ] |
| Премия IGN                                  | 21 декабря 2020 | Лучший режиссёр года                             | Аарон Соркин | Номинация    | [ 33 ] |
| Премия IGN                                  | 21 декабря 2020 | Лучший актёрский ансамбль                        | | Номинация    | [ 33 ] |
| Премия IGN                                  | 21 декабря 2020 | Лучший драматический фильм 2020 года             | «Суд над чикагской семёркой» | Победа       | [ 33 ] |
| Ассоциация кинокритиков Чикаго              | 21 декабря 2020 | Лучший оригинальный сценарий                     | Ааарон Соркин | Номинация    | [ 34 ] |
| Ассоциация кинокритиков Чикаго              | 21 декабря 2020 | Лучший монтаж                                    | Алан Баумгартен | Номинация    | [ 34 ] |
| Альянс женщин-киножурналистов               | 4 января 2021   | Лучший фильм                                     | «Суд над чикагской семёркой» | Победа       | [ 35 ] |
| Альянс женщин-киножурналистов               | 4 января 2021   | Лучший режиссёр                                  | Аарон Соркин | Номинация    | [ 35 ] |
| Альянс женщин-киножурналистов               | 4 января 2021   | Лучший оригинальный сценарий                     | Аарон Соркин | Номинация    | [ 35 ] |
| Альянс женщин-киножурналистов               | 4 января 2021   | Лучший актёр второго плана                       | Саша Барон Коэн | Номинация    | [ 35 ] |
| Альянс женщин-киножурналистов               | 4 января 2021   | Лучший актёрский ансамбль                        | Франсин Мейслер | Победа       | [ 35 ] |
| Альянс женщин-киножурналистов               | 4 января 2021   | Лучший монтаж                                    | Алан Баумгартен | Номинация    | [ 35 ] |
| Общество кинокритиков Сан-Диего             | 11 января 2021  | Лучший режиссёр                                  | Аарон Соркин | Второе место | [ 36 ] |
| Общество кинокритиков Сан-Диего             | 11 января 2021  | Лучший сценарий                                  | Аарон Соркин | Второе место | [ 36 ] |
| Общество кинокритиков Сан-Диего             | 11 января 2021  | Лучший актёр второго плана                       | Саша Барон Коэн | Номинация    | [ 36 ] |
| Общество кинокритиков Сан-Диего             | 11 января 2021  | Лучший ансамбль                                  | «Суд над чикагской семёркой» | Второе место | [ 36 ] |
| Общество кинокритиков Сан-Диего             | 11 января 2021  | Лучший монтаж                                    | Алан Баумгартен | Второе место | [ 36 ] |
| Ассоциация кинокритиков Сент-Луиса          | 17 января 2021  | Лучший фильм                                     | «Суд над чикагской семёркой» | Номинация    | [ 37 ] |
| Ассоциация кинокритиков Сент-Луиса          | 17 января 2021  | Лучший режиссёр                                  | Аарон Соркин | Номинация    | [ 37 ] |
| Ассоциация кинокритиков Сент-Луиса          | 17 января 2021  | Лучший сценарий                                  | Аарон Соркин | Номинация    | [ 37 ] |
| Ассоциация кинокритиков Сент-Луиса          | 17 января 2021  | Лучший актёр второго плана                       | Саша Барон Коэн | Номинация    | [ 37 ] |
| Ассоциация кинокритиков Сент-Луиса          | 17 января 2021  | Лучший монтаж                                    | Алан Баумгартен | Номинация    | [ 37 ] |
| Общество кинокритиков Хьюстона              | 18 января 2021  | Лучший фильм                                     | «Суд над чикагской семёркой» | Номинация    | [ 38 ] |
| Общество кинокритиков Хьюстона              | 18 января 2021  | Лучший режиссёр                                  | Аарон Соркин | Номинация    | [ 38 ] |
| Общество кинокритиков Хьюстона              | 18 января 2021  | Лучший сценарий                                  | Аарон Соркин | Номинация    | [ 38 ] |
| Общество кинокритиков Хьюстона              | 18 января 2021  | Лучший актёр второго плана                       | Саша Барон Коэн | Номинация    | [ 38 ] |
| Премия Лондонского кружка кинокритиков      | 7 февраля 2021  | Лучший сценарист года                            | Аарон Соркин | Номинация    | [ 39 ] |
| Премия Лондонского кружка кинокритиков      | 7 февраля 2021  | Лучший актёр второго плана                       | Саша Барон Коэн | Номинация    | [ 39 ] |
| Спутник                                     | 15 февраля 2021 | Лучший фильм                                     | «Суд над чикагской семёркой» | Номинация    | [ 40 ] |
| Спутник                                     | 15 февраля 2021 | Лучший режиссёр                                  | Аарон Соркин | Номинация    | [ 40 ] |
| Спутник                                     | 15 февраля 2021 | Лучший оригинальный сценарий                     | Аарон Соркин | Номинация    | [ 40 ] |
| Спутник                                     | 15 февраля 2021 | Лучший актёр второго плана — кинофильм           | Саша Барон Коэн | Номинация    | [ 40 ] |
| Спутник                                     | 15 февраля 2021 | Лучший монтаж                                    | Алан Баумгартен | Победа       | [ 40 ] |
| Спутник                                     | 15 февраля 2021 | Лучшая песня                                     | Hear My Voice | Номинация    | [ 40 ] |
| Общество кинокритиков Сиэтла                | 15 февраля 2021 | Лучший актёр второго плана                       | Саша Барон Коэн | Номинация    | [ 41 ] |
| Общество кинокритиков Сиэтла                | 15 февраля 2021 | Лучший злодей                                    | Фрэнк Лангелла | Номинация    | [ 41 ] |
| Американский институт киноискусства         | 26 февраля 2021 | 10 лучших фильмов                                | «Суд над чикагской семёркой» | Победа       | [ 42 ] |
| Золотой глобус                              | 28 февраля 2021 | Лучший фильм — драма                             | «Суд над чикагской семёркой» | Номинация    | [ 43 ] |
| Золотой глобус                              | 28 февраля 2021 | Лучший актёр второго плана — Кинофильм           | Саша Барон Коэн | Номинация    | [ 43 ] |
| Золотой глобус                              | 28 февраля 2021 | Лучший режиссёр                                  | Аарон Соркин | Номинация    | [ 43 ] |
| Золотой глобус                              | 28 февраля 2021 | Лучший сценарий                                  | Аарон Соркин | Победа       | [ 43 ] |
| Золотой глобус                              | 28 февраля 2021 | Лучшая песня                                     | «Hear My Voice» | Номинация    | [ 43 ] |
| Премия AACTA                                | 5 марта 2021    | Лучший международный фильм                       | «Суд над чикагской семёркой» | Номинация    | [ 44 ] |
| Премия AACTA                                | 5 марта 2021    | Лучший международный режиссёр                    | Аарон Соркин | Номинация    | [ 44 ] |
| Премия AACTA                                | 5 марта 2021    | Лучший международный сценарий                    | Аарон Соркин | Победа       | [ 44 ] |
| Премия AACTA                                | 5 марта 2021    | Лучший международный актёр второго плана         | Саша Барон Коэн | Победа       | [ 44 ] |
| Ассоциация голливудских критиков            | 5 марта 2021    | Лучший фильм                                     | «Суд над чикагской семёркой» | Номинация    | [ 45 ] |
| Ассоциация голливудских критиков            | 5 марта 2021    | Лучший сценарий                                  | Аарон Соркин | Номинация    | [ 45 ] |
| Ассоциация голливудских критиков            | 5 марта 2021    | Лучший актёрский ансамбль                        | «Суд над чикагской семёркой» | Номинация    | [ 45 ] |
| Ассоциация голливудских критиков            | 5 марта 2021    | Лучший монтаж                                    | Алан Баумгартен | Победа       | [ 45 ] |
| Выбор критиков                              | 7 марта 2021    | Лучший фильм                                     | «Суд над чикагской семёркой» | Номинация    | [ 46 ] |
| Выбор критиков                              | 7 марта 2021    | Лучший режиссёр                                  | Аарон Соркин | Номинация    | [ 46 ] |
| Выбор критиков                              | 7 марта 2021    | Лучший оригинальный сценарий                     | Аарон Соркин | Номинация    | [ 46 ] |
| Выбор критиков                              | 7 марта 2021    | Лучший актёр второго плана                       | Саша Барон Коэн | Номинация    | [ 46 ] |
| Выбор критиков                              | 7 марта 2021    | Лучший актёрский ансамбль                        | «Суд над чикагской семёркой» | Победа       | [ 46 ] |
| Выбор критиков                              | 7 марта 2021    | Лучший монтаж                                    | Алан Баумгартен | Победа       | [ 46 ] |
| Премия Гильдии сценаристов США              | 21 марта 2021   | Лучший оригинальный сценарий                     | Аарон Соркин | Номинация    | [ 47 ] |
| Премия Гильдии продюсеров США               | 24 марта 2021   | Лучший продюсер фильма                           | Марк Платт и Стюарт М. Бессер | Номинация    | [ 48 ] |
| Премия Гильдии киноактёров США              | 4 апреля 2021   | Лучший актёрский состав в игровом кино           | Яхья Абдул-Матин II, Саша Барон Коэн, Джозеф Гордон-Левитт, Майкл Китон, Фрэнк Ланжелла, Джон Кэрролл Линч, Эдди Редмэйн, Марк Райланс, Алекс Шарп и Джереми Стронг. | Победа       | [ 49 ] |
| Премия Гильдии киноактёров США              | 4 апреля 2021   | Лучший актёр второго плана                       | Саша Барон Коэн | Номинация    | [ 49 ] |
| Премия Гильдии киноактёров США              | 4 апреля 2021   | Лучший каскадёрский ансамбль в игровом кино      | «Суд над чикагской семёркой» | Номинация    | [ 49 ] |
| Премия Гильдии художников-постановщиков США | 10 апреля 2021  | Лучший художник-постановщик исторического фильма | Шейн Валентино | Номинация    | [ 50 ] |
| Премия Гильдии режиссёров Америки           | 10 апреля 2021  | Лучший режиссёр фильма                           | Аарон Соркин | Номинация    | [ 51 ] |
| BAFTA                                       | 11 апреля 2021  | Лучший фильм                                     | «Суд над чикагской семёркой» | Номинация    | [ 52 ] |
| BAFTA                                       | 11 апреля 2021  | Лучший оригинальный сценарий                     | Аарон Соркин | Номинация    | [ 52 ] |
| BAFTA                                       | 11 апреля 2021  | Лучший монтаж                                    | Алан Баумгартен | Номинация    | [ 52 ] |
| Премия Американской ассоциации монтажёров   | 17 апреля 2021  | Лучший монтаж драматического фильма              | Алан Баумгартен | Победа       | [ 53 ] |
| Оскар                                       | 25 апреля 2021  | Лучший фильм                                     | Марк Платт и Стюарт Бессер | Номинация    | [ 54 ] |
| Оскар                                       | 25 апреля 2021  | Лучший актёр второго плана                       | Саша Барон Коэн | Номинация    | [ 54 ] |
| Оскар                                       | 25 апреля 2021  | Лучший оригинальный сценарий                     | Аарон Соркин | Номинация    | [ 54 ] |
| Оскар                                       | 25 апреля 2021  | Лучшая операторская работа                       | Фидон Папамайкл | Номинация    | [ 54 ] |
| Оскар                                       | 25 апреля 2021  | Лучшая песня к фильму                            | Дэниел Пембертон и Селеста за «Hear My Voice» | Номинация    | [ 54 ] |
| Оскар                                       | 25 апреля 2021  | Лучший монтаж                                    | Алан Баумгартен | Номинация    | [ 54 ] |